# Aplidium rubripunctum
Aplidium rubripunctum is een zakpijpensoort uit de familie van de Polyclinidae. De wetenschappelijke naam van de soort is voor het eerst geldig gepubliceerd in 1997 door Monniot & Monniot.